# 19008 Kristibutler
19008 Kristibutler este un asteroid din centura principală de asteroizi.

## Descriere
19008 Kristibutler este un asteroid din centura principală de asteroizi. A fost descoperit pe 2 septembrie 2000 la Socorro, New Mexico, în cadrul proiectului LINEAR. Asteroidul prezintă o orbită caracterizată de o semiaxă mare de 2,91 ua, o excentricitate de 0,05 și o înclinație de 2,9° în raport cu ecliptica.